# Saint-Gobain
Saint-Gobain ist eine französische Gemeinde mit 2.313 Einwohnern (Stand 1. Januar 2022) im Département Aisne in der Region Hauts-de-France (bis 2015 Picardie). Sie gehört zum Arrondissement Laon und zum Kanton Tergnier. Die Bewohner werden Gobanais und Gobanaises genannt.

## Geografie
Die Gemeinde Saint-Gobain liegt am Nordwestrand des Höhenzuges Chemin des Dames, 20 Kilometer westnordwestlich von Laon und 30 Kilometer südlich von Saint-Quentin im Staatsforst von Saint-Gobain (forêt domaniale de Saint-Gobain). An der westlichen Gemeindegrenze verläuft das Flüsschen Servais. Nachbargemeinden von Saint-Gobain sind Deuillet und Bertaucourt-Epourdon im Norden, Fressancourt im Nordosten, Fourdrain, Crépy und Saint-Nicolas-aux-Bois im Osten, Bucy-lès-Cerny und Suzy im Südosten, Septvaux im Süden, Barisis-aux-Bois im Südwesten sowie Servais im Nordwesten.

## Geschichte
Der Name der Gemeinde geht auf einen irischen Mönch namens Goban zurück, der im 7. Jahrhundert in der Gegend unterwegs war, um sie zu missionieren. Der Legende nach ruhte Goban, auf der Flucht vor heidnischen Verfolgern, sich im Wald aus und schlief ein. Als er aufwachte, stellte er fest, dass an der Stelle, wo er seinen Stock in die Erde gesteckt hatte, eine Quelle mit ausgezeichnetem Wasser sprudelte. Er beschloss, sich an diesem Ort, der heute Mont de l’ermitage (Einsiedelei-Hügel) genannt wird, niederzulassen. Der Überlieferung zufolge bewirkte er eine Reihe von Wunderheilungen in der Gegend, bis ihn seine Gegner schließlich gefangen nahmen und am 20. Juni 670 enthaupteten. Die Stelle seiner Hinrichtung wurde in der Folgezeit zu einer Wallfahrtsstätte, um die herum sich das Dorf Saint-Gobain entwickelte.
Der Wald von St. Gobain war schon ein beliebtes Jagdgebiet Karls des Großen, dem Kaiser der Franken. Die Charles-Fontaine, während des Ersten Weltkriegs in „Karlsbrunnen“ umgetauft, in ihm erinnert an ihn. Die St. Lambert-Feste bei Fourdrain war seine Pfalz. 
Im 13. Jahrhundert gelangte das Dorf in den Besitz der Adelsherren von Coucy (sires de Coucy). Einer von ihnen, Enguerrand III., baute eine Reihe von Burgen in der näheren Umgebung, darunter von 1226 bis 1242 die Burg von Saint-Gobain, eine große Burg mit fünf Türmen mit annähernd quadratischem Grundriss mit einer Seitenlänge von rund 100 m. Diese Burg wurde 1475 auf Befehl von König Ludwig XI. geschleift. 
Zwei Jahrhunderte lang waren die Mauern dem Verfall anheimgegeben, bis sie 1692 Ludwig XIV. der Spiegelglas-Manufaktur Compagnie des Grandes Glaces als Produktionsstätte zur Verfügung stellte. Damit trat das Dorf in die europäische Industriegeschichte ein: 1830 nahm die Gesellschaft den Namen des Ortes an und wurde zur Compagnie de Saint-Gobain, der Vorläuferin des heutigen Weltkonzerns. Bereits zuvor, im 18. Jahrhundert, wurde das Dorf zu einem Zentrum der europäischen Glasproduktion, dank neuer Produktionsverfahren, durch die die zuvor dominierenden venezianischen Glasmanufakturen zurückgedrängt werden konnten. 1856 wurde eine Eisenbahnstrecke gelegt, über die Rohmaterialien an- und fertige Glasprodukte abtransportiert wurden. 1892 wurde die Produktion auf Ziegel und Bodenplatten ausgeweitet.
Nach starken Zerstörungen und Produktionsstillstand in beiden Weltkriegen wurde die Fabrik jeweils wieder aufgebaut und die Glasproduktion fortgesetzt. 1982 wurde im Glasofen von Saint-Gobain das Glas für die Pyramide vor dem Louvre hergestellt, in einer besonders hellen Qualität mit speziellen chromatischen Eigenschaften, für die zuvor umfangreiche Studien angestellt wurden. 
Am 30. November 1993 beschloss der Konzern, die Produktion am Standort Saint-Gobain einzustellen. Am 31. Dezember 1995 wurde, nach 300 Jahren der Glasproduktion, zum letzten Mal Glas am Ort hergestellt.

### Bevölkerungsentwicklung
| Jahr                       | 1962 | 1968 | 1975 | 1982 | 1990 | 1999 | 2006 | 2014 | 2022 |
| -------------------------- | ---- | ---- | ---- | ---- | ---- | ---- | ---- | ---- | ---- |
| Einwohner                  | 2994 | 2893 | 2657 | 2278 | 2321 | 2340 | 2349 | 2248 | 2313 |
| Quellen: Cassini und INSEE |      |      |      |      |      |      |      |      |      |

## Wappen
Blasonierung: „Ein mit rotem Balken unterstütztes Schildhaupt ist durch blau-silbernes Eisenhutfeh geteilt; unten in Schwarz pfahlweise drei silberne Salamander ohne Flammenglorie, erster und dritter nach links gekehrt.“

## Sehenswürdigkeiten

### Gebäude
- Kirche Saint-Gobain aus dem 12. Jahrhundert mit sehenswerter Krypta, seit 1921 als Monument historique klassifiziert
- Monumentales Steinportal der ehemaligen königlichen Glasfabrik, diese ist seit 1995 in Teilen als Monument historique eingeschrieben
- Ehemalige Glasfabrik von Charles-Fontaine aus dem 17. Jahrhundert, seit 1928 als Monument historique eingeschrieben

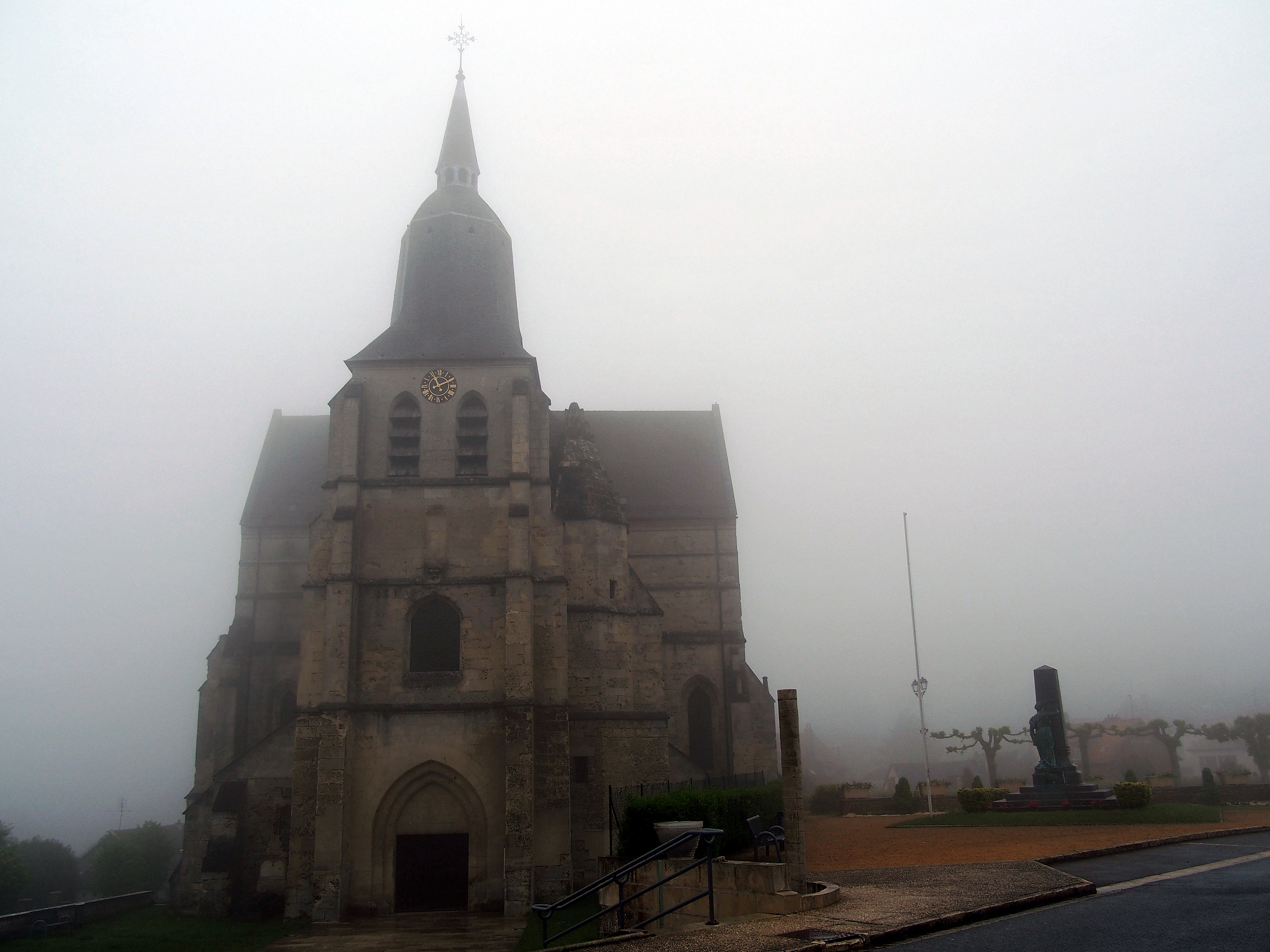
Kirche Saint-Gobain
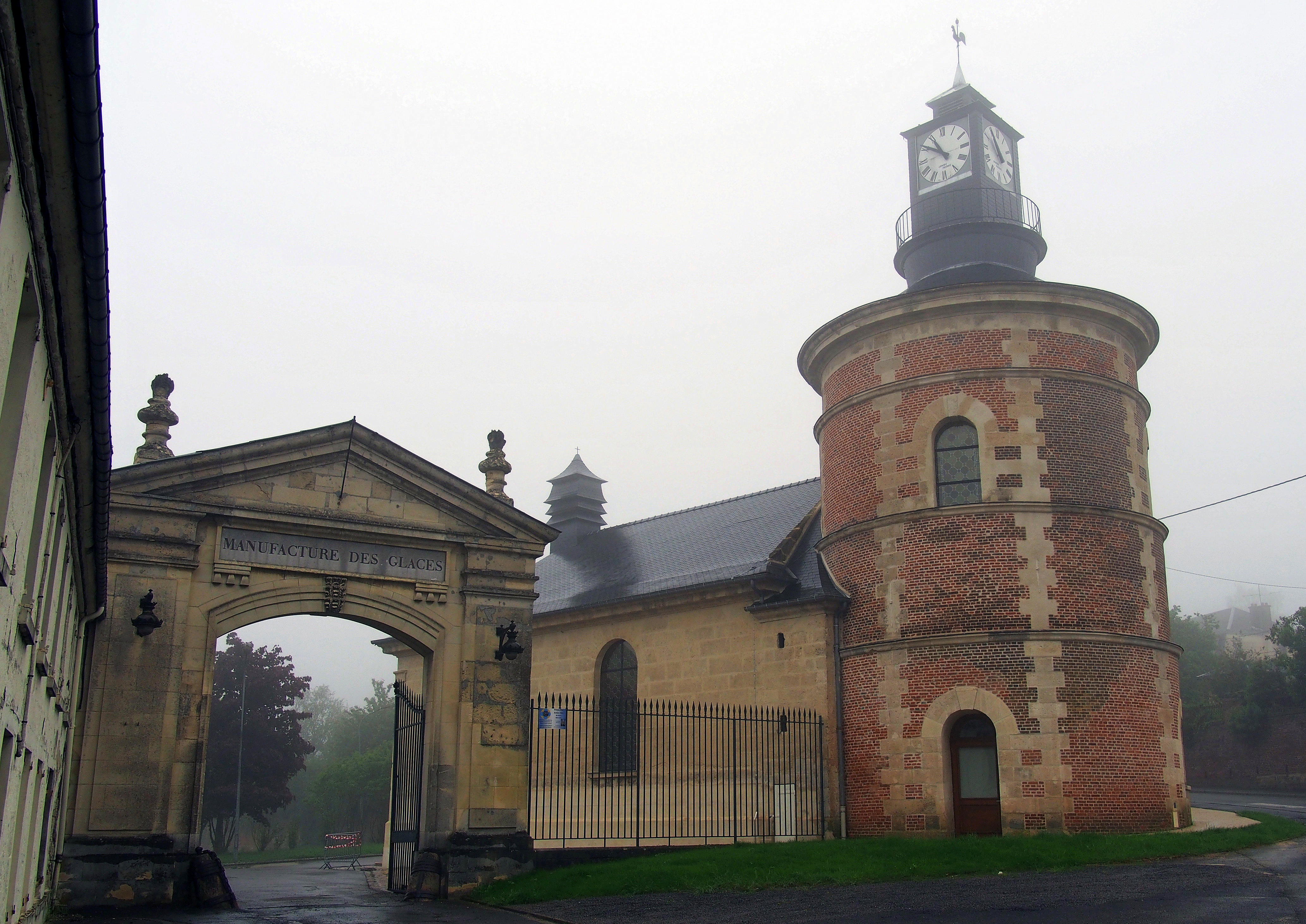
Ehemalige königliche Glasfabrik
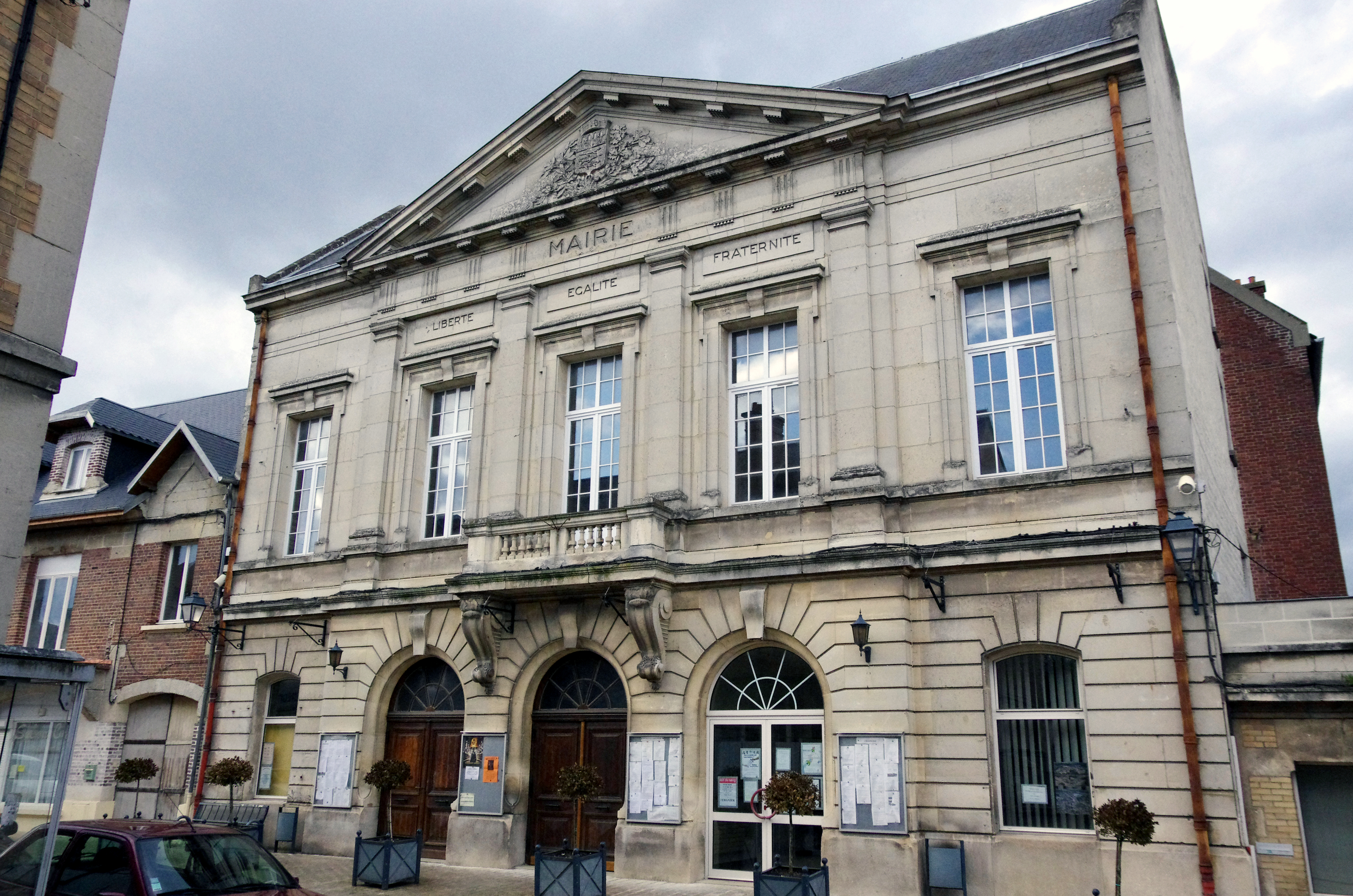
Mairie Saint-Gobain

### Natursehenswürdigkeiten
Der Wald, der den Ort umgibt, war ehemals Eigentum der Glasfabrik und ist jetzt Staatsdomäne. Es handelt sich um einen Mischwald mit Eichen, Rot- und Weißbuchen, Eschen. Auch Birken, Vogelkirschen, Linden und Kastanien findet man vor. Ein Netz von Fußpfaden durchzieht den Wald. Besonders bemerkenswerte Bäume sind auf der örtlichen Wanderkarte verzeichnet; desgleichen Punkte wie die Felsen der Einsiedelei (Roches de l’Ermitage), das Seizine-Kreuz (Croix Seizine), die Sébourgand-Steinbrüche (carrières Sébourgand) und andere. Der Wald ist reich an Rot- und Schwarzwild.

## Wirtschaft und Infrastruktur

### Tourismus
Nach dem Wegfall der Glasproduktion setzt die Gemeinde auf den Tourismus als Wirtschaftsfaktor und wirbt um Besucher.

### Verkehr
Bahnanbindung besteht über den Bahnhof von La Fère in 8 km Entfernung und den Bahnhof von Tergnier in 12 km Entfernung. Letzterer bietet schnelle Direktverbindungen zum Pariser Gare du Nord und nach Maubeuge. 
Über den Anschluss Nr. 12 ist die französische Autobahn 26 (E 17) in 15 Kilometern Entfernung in nordnordöstlicher Richtung erreichbar.